# August Brandt (Theologe)
August Brandt (* 22. August 1866 in Vaals; † 21. Januar 1917 in Bonn) war ein deutscher Theologe.

## Leben
Brandt besuchte das Kaiser-Karls-Gymnasium in Aachen und studierte anschließend in Münster Philosophie und Theologie. Ab 1889 war er Mitglied der katholischen Studentenverbindung VKDSt Saxonia Münster und später wurde er noch Mitglied der KDStV Bavaria Bonn und der KDStV Novesia Bonn. 1893 wurde er mit einer Arbeit über die Engellehre des Heiligen Augustinus dort promoviert. 1894 wurde Brandt in Köln zum Priester geweiht und erhielt seine erste Anstellung als Kaplan an Sankt Martin in Oberhausen. Anschließend ging er nach Düsseldorf, wo er auch den großen Arbeiterverein leitete. In Düsseldorf wurde er zum Religionslehrer am Königlichen Hohenzollern-Gymnasium berufen. Im Herbst 1902 wurde Brandt zum außerordentlichen Professor für Pastoral, Homiletik und Liturgik an der Universität Bonn ernannt. Von 1893 bis 1907 übernahm er zugleich die Leitung des theologischen Konvikts Collegium Leoninum in Bonn. Ostern 1912 wurde Brandt zum ordentlichen Professor für Pastoraltheologie an der katholischen Fakultät der Universität Bonn ernannt.
Brandt starb im Alter von 50 Jahren plötzlich in Folge eines Schlaganfalls.

## Schriften
- Sancti Augustini Hipponensis episcopi de angelis doctrina: Pars prima, quae est de existentia et natura angelorum ..., Paderbornae : ex typogr. Bonifaciana, 1893 (Diss. Münster 1893)